# Шорвуд (Міннесота)
Шорвуд (англ. Shorewood) — місто (англ. city) в окрузі Ганнепін, штат Міннесота, США. Населення — 7307 осіб (2010).

## Географія
Шорвуд розташований за координатами 44°55′14″ пн. ш. 93°33′56″ зх. д. / 44.92056° пн. ш. 93.56556° зх. д. (44.920465, -93.565649). За даними Бюро перепису населення США в 2010 році місто мало площу 34,53 км², з яких 13,83 км² — суходіл та 20,69 км² — водні об'єкти.

## Демографія
Згідно з переписом 2010 року, у місті мешкало 7307 осіб у 2658 домогосподарствах у складі 2131 родини. Густота населення становила 212 особи/км².  Було 2812 помешкання (81/км²).
Расовий склад населення:
| - 95,8 % — білих - 1,4 % — азіатів - 0,8 % — чорних або афроамериканців - 0,3 % — корінних американців - 0,1 % — вихідців з тихоокеанських островів |

До двох чи більше рас належало 1,4 %. Частка іспаномовних становила 1,7 % від усіх жителів.
За віковим діапазоном населення розподілялося таким чином: 27,1 % — особи молодші 18 років, 60,4 % — особи у віці 18—64 років, 12,5 % — особи у віці 65 років та старші. Медіана віку мешканця становила 45,3 року. На 100 осіб жіночої статі у місті припадало 98,2 чоловіків;  на 100 жінок у віці від 18 років та старших — 97,0 чоловіків також старших 18 років.
Середній дохід на одне домашнє господарство  становив 160 050 доларів США (медіана — 110 469), а середній дохід на одну сім'ю — 181 079 доларів (медіана — 128 468). Медіана доходів становила 92 863 долари для чоловіків та 62 266 доларів для жінок. За межею бідності перебувало 3,0 % осіб, у тому числі 1,9 % дітей у віці до 18 років та 3,8 % осіб у віці 65 років та старших.
Цивільне працевлаштоване населення становило 3825 осіб. Основні галузі зайнятості: освіта, охорона здоров'я та соціальна допомога — 19,1 %, науковці, спеціалісти, менеджери — 18,2 %, виробництво — 14,7 %.